# DigitalGlobe
DigitalGlobe — американская компания, коммерческий оператор нескольких гражданских спутников дистанционного зондирования Земли (ДЗЗ), крупный поставщик результатов спутниковой съёмки и геопространственных данных (в частности для Google Maps/Earth и Virtual Earth).
Компания была основана в 1992 году, выпустила акции на NYSE в мае 2009 года, получив капитализацию в 279 миллионов долларов США.
Является оператором гражданских спутников ДЗЗ сверхвысокого разрешения WorldView-1 (разрешение — 50 см), WorldView-2 (46 см), QuickBird (61 см), GeoEye-1 (41 см) и IKONOS (1 м). Общая суточная производительность группировки — более 3,5 млн км².
Головной офис компании расположен в городе Лонгмонт (США, штат Колорадо).

## История компании
Компания «WorldView Imaging Corporation», предшественник DigitalGlobe, была основана в январе 1992 года в Окленде (штат Калифорния), незадолго до вступления в силу закона «1992 Land Remote Sensing Policy Act», который разрешил частным компаниям заниматься коммерческой деятельностью, связанной со спутниковой фотосъемкой Земли. Основателем стал доктор Уолтер Скотт, бывший руководитель проектов Ливерморской национальной лаборатории «Brilliant Pebbles» и «Brilliant Eyes» (часть проекта СОИ). Вскоре к нему присоединился Даг Джералл, исполнительный директор подразделения картографии компании Intergraph.. В 1993 году государство в рамках указанного закона выдало первую лицензию на создание гражданского спутника дистанционного зондирования Земли высокого разрешения (до 3 м/пикс.).
В 1995 году компания после слияния с подразделением коммерческой спутниковой съемки корпорации «Ball Aerospace & Technologies» сменила название на «EarthWatch Incorporated». В сентябре 2001 года компания получила нынешнее название «DigitalGlobe».
В 2009 году «DigitalGlobe» была включена в список 500 наиболее быстро развивающихся технологических компаний Северной Америки (Deloitte Fast 500).
В 2011 году роль компаний GeoEye и DigitalGlobe в развитии гражданской спутниковой съемки была отмечена фондом «Space Foundation» их включением в «Зал славы космических технологий».
1 февраля 2013 года компании «DigitalGlobe» и «GeoEye» объединились в одну компанию, которая сохранила название «DigitalGlobe».
5 октября 2017 года «Maxar Technologies» завершила процесс покупки «DigitalGlobe».

## Спутниковая группировка

### Early Bird 1
Спутник Early Bird 1 был запущен по заказу Earth Watch Inc. 24 декабря 1997 года с космодрома Свободный с помощью ракеты-носителя Старт-1. На нём была установлена панхроматическая камера с разрешением около 3 метров на точку и многоспектральная камера с разрешением 15 метров на точку. Early Bird 1 стал первым коммерческим спутником, запущенным с космодрома Свободный.

### QuickBird
Основной космический аппарат компании, QuickBird, был запущен 18 октября 2001 года. Созданием аппарата также занимались Ball Aerospace и Orbital Sciences, запуск произведен с помощью ракеты Delta II (корпорации Boeing). Средняя высота целевой орбиты около 450 км, наклонение −98 градусов (ССО). Предыдущая попытка запуска закончилась потерей аппарата QuickBird-1.
Разрешение спутника QuickBird достигает 60 см на точку для панхроматической камеры и 2.4 метра для многоспектральной.

### Семейство WorldView

#### WorldView-1
Аппарат WorldView-1, созданный в Ball Aerospace был запущен 18 сентября 2007 года с авиабазы Ванденберг, с помощью Delta II 7920-10C (запуск обеспечен United Launch Alliance). Основным заказчиком снимков с аппарата стало правительственное Национальное агентство геопространственной разведки.
Разрешение используемой панхроматической камеры достигает 50 см на точку, что являлось рекордом для гражданских аппаратов на тот момент.

#### WorldView-2
Аппарат WorldView-2, созданный в Ball Aerospace, был запущен 8 октября 2009 года подразделением коммерческих пусков Boeing.
Максимальное разрешение панхроматической камеры было повышено до 46 см, многоспектральная камера предоставляла снимки с разрешением до 184 см на точку.

#### WorldView-3
Аппарат WorldView-3, также созданный в Ball Aerospace, был запущен 13 августа 2014 года с базы Ванденберг с помощью РН Атлас-5, на орбиту с высотой около 617 км, что позволит довести периодичность съемки до одного дня или менее. За сутки ожидается съемка до 680 тысяч квадратных километров поверхности.
Максимальное разрешение панхроматической камеры было повышено до 31 см, многоспектральной камеры — до 124 см на точку. Впервые на аппаратах серии WorldView был установлен сенсор коротковолнового инфракрасного излучения (SWIR) с разрешением до 3,7 метра и сенсор CAVIS (сокращение от англ. Cloud, Aerosol, Water Vapor, Ice, Snow — облачность, аэрозоли, водяной пар, лёд, снег) с разрешением 30 метров.
Стоимость разработки и производства аппарата составила 307 млн долл.

## Клиенты
Американские правительственные NASA, Национальное агентство геопространственной разведки (NGA)..
Значительная часть космических снимков высокого разрешения в программе Google Earth и на портале Google Maps предоставлена DigitalGlobe, (хотя также используется значительное количество аэрофотосъемки).
Также снимки использовались на сайте TerraServer и других картографических онлайн-сервисах.

## Конкуренты
Основным конкурентом DigitalGlobe является европейская компания Airbus Defence & Space и её подразделение Spot Image.
До 2013 компания GeoEye также конкурировала с DigitalGlobe, но затем была поглощена ею.